# Tigist Gashaw
Tigist Gashaw Belay (* 25. Dezember 1996) ist eine bahrainische Mittelstreckenläuferin äthiopischer Herkunft, die sich auf den 1500-Meter-Lauf spezialisiert hat. Sie ist seit 2015 für Bahrain startberechtigt.

## Sportliche Laufbahn
International trat Tigist Gashaw bei den Jugendweltmeisterschaften 2013 in Donezk erstmals in Erscheinung. Sie siegte dort in einer Zeit von 4:14,25 min über 1500 Meter. Anschließend wurde sie bei den Juniorenafrikameisterschaften in Réduit in 4:12,38 min Zweite ihrer Landsfrau Dawit Seyaum.
2016 gewann sie für Bahrain startend ursprünglich die Silbermedaille bei den Hallenasienmeisterschaften in Doha hinter Betlhem Desalegn aus den Vereinigten Arabischen Emiraten. Diese wurde im Nachhinein des Dopings überführt und daraufhin Gashaw die Goldmedaille zugesichert. Während der Freiluftsaison qualifizierte sie sich zudem für die Olympischen Spiele in Rio de Janeiro, bei denen sie mit 4:10,96 min in der ersten Runde ausschied. 2017 wurde sie bei den Crosslauf-Weltmeisterschaften in Kampala Vierte mit der Mixed-Staffel und auch bei den Islamic Solidarity Games in Baku wurde sie über 1500 Meter Vierte. 2018 nahm sie erstmals an den Asienspielen in Jakarta teil und gewann dort in 4:09,12 min die Silbermedaille hinter ihrer Landsfrau Kalkidan Gezahegne. Im Jahr darauf gewann sie bei den Asienmeisterschaften in Doha in 4:14,81 min die Silbermedaille hinter der Inderin P. U. Chitra. Zuvor siegte sie mit der bahrainischen 4-mal-400-Meter-Staffel in 3:48,60 min bei den Arabischen Meisterschaften in Kairo und wurde über 1500 Meter in 4:32,03 min Vierte. Im 5000-Meter-Lauf nahm sie anschließend an den Weltmeisterschaften in Doha teil, konnte dort aber ihren Vorlauf nicht beenden. Bei den Militärweltspielen in Wuhan wurde sie über 1500 Meter in 4:31,15 min Siebte und gelangte über 5000 Meter in 15:31,56 min auf den vierten Rang. 2021 gewann sie bei den Arabischen Meisterschaften in Radès in 16:17,30 min die Silbermedaille über 5000 Meter hinter der Marokkanerin Rahma Tahiri und siegte in 4:18,33 min über 1500 Meter. 2024 nahm sie im Marathon an den Olympischen Sommerspielen in Paris teil und wurde dort nach 2:30:53 h 34.

## Persönliche Bestleistungen
- 1500 Meter: 4:05,47 min, 20. Juni 2019 in Ostrava
  - 1500 Meter (Halle): 4:16,45 min, 9. Februar 2016 in Eaubonne
- 3000 Meter: 8:48,60 min, 6. Mai 2016 in Doha
  - 3000 Meter (Halle): 8:55,89 min, 6. Februar 2016 in Mondeville
- 5000 Meter: 15:12,37 min, 17. Juli 2019 in Barcelona
- 10-km-Straßenlauf: 31:50 min, 17. Juni 2023 in Langueux
- Halbmarathon: 1:10:05 h, 17. September 2023 in Porto
- Marathon: 2:24:39 h, 7. April 2024 in Daegu